# シュガー・マグノリア
「シュガー・マグノリア」（Sugar Magnolia）は、グレイトフル・デッドが1970年に発表した楽曲。彼らが行ったコンサートの中で2番目に多く演奏された曲と言われている。グループの代表作の一つ。

## 概要
作詞はロバート・ハンター。ボブ・ウィアーが曲をつけ、リード・ボーカルもとった。本作品で歌われる女性と、J・R・R・トールキンの小説『指輪物語』の第一部『旅の仲間』に登場するゴールドベリーとの類似性が指摘されている。
1970年8月から9月にかけてサンフランシスコのウォーリー・ハイダー・スタジオで録音され、1970年11月1日発売のアルバム『American Beauty』に収録された。
1972年のライブ・アルバム『Europe '72』に収められたライブ・バージョンは3分57秒に縮められ、同年12月27日にシングルカットされた。このライブ・バージョンのシングルは、1973年2月10日付のビルボード・Hot 100で91位を記録した。
映画『Sunshine Daydream』（1972年8月27日、オレゴン州ヴェネタでのコンサート）の音源を完全収録したアルバムにライブ・バージョンが収録されている。また、映画『The Grateful Dead Movie』（1974年10月、サンフランシスコでのコンサート）でライブ映像を見ることができる。